# توره ویکستن
توره ویکستن (انگلیسی: Tord Wiksten؛ زادهٔ ۳۰ ژوئن ۱۹۷۱) ورزشکار دوگانه اهل سوئد است.